# Healey Silverstone
Healey Silverstone — британский спортивный автомобиль, производившийся Donald Healey Motor Company в 1949—1950 годы.

## Предыстория и разработка

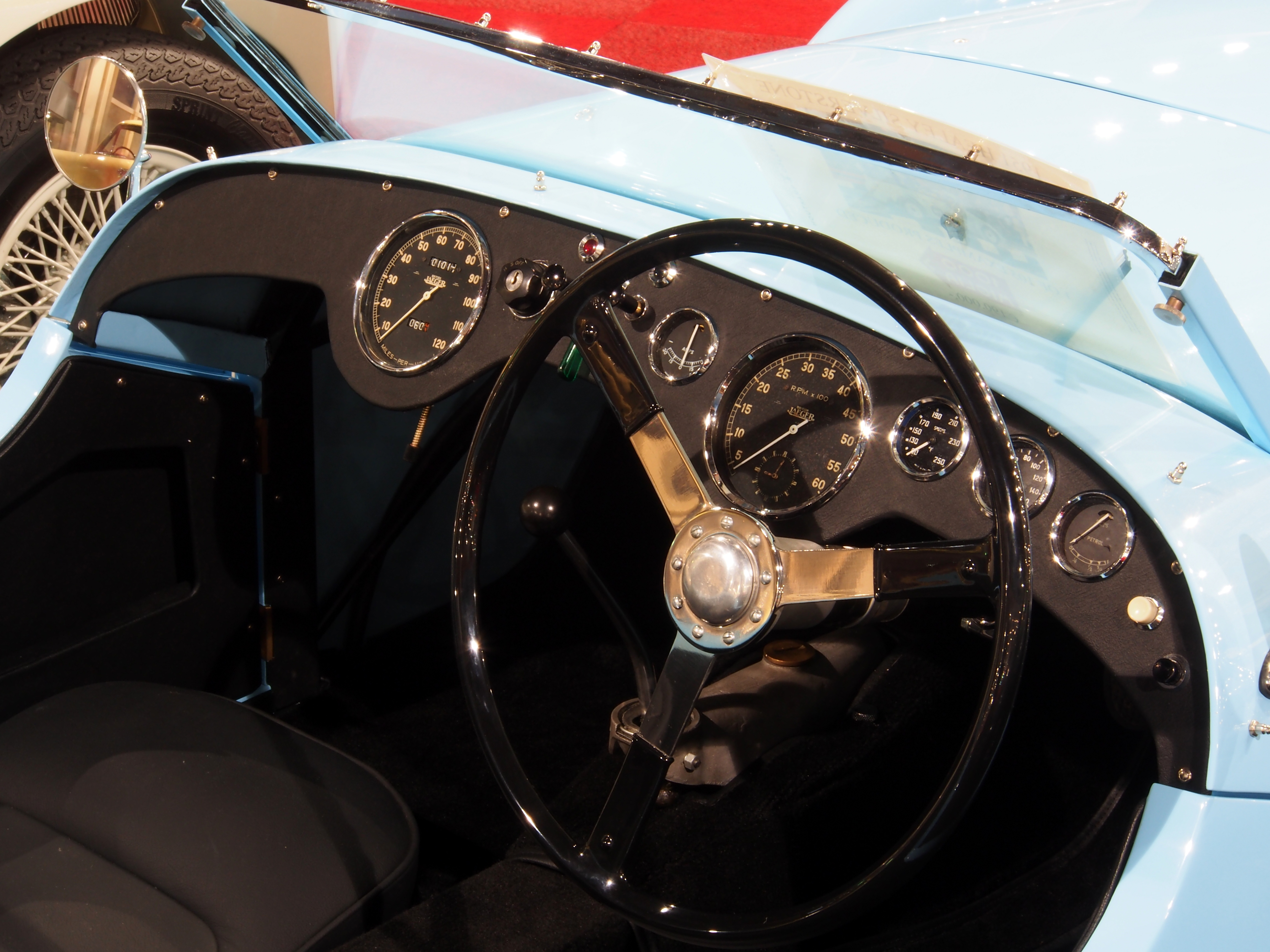
Приборная панель

После Второй мировой войны в Уорике Дональд Хили основал Donald Healey Motor Company, стартовав с моделей Elliot и Westland с двигателями от Riley. В разные годы все модели Healey принимали участие в гонках Тысяча миль.
В конце 1940-х годов Дональд Хили познакомился с успешным гонщиком Бриггсом Каннингемом, который и посоветовал ему разработать специальный гоночный автомобиль с верхнеклапанным двигателем от Cadillac. Руководитель компании послушался совета, но решил использовать проверенный и надёжный мотор Riley. К тому же Хили хотел создать более дешёвый автомобиль, так как правительство удвоило налог на роскошь (автомобили дороже 1000 фунтов). Так в 1949 году появилась модель Silverstone, передовая по дизайну и с хорошими динамическими показателями.

## Описание

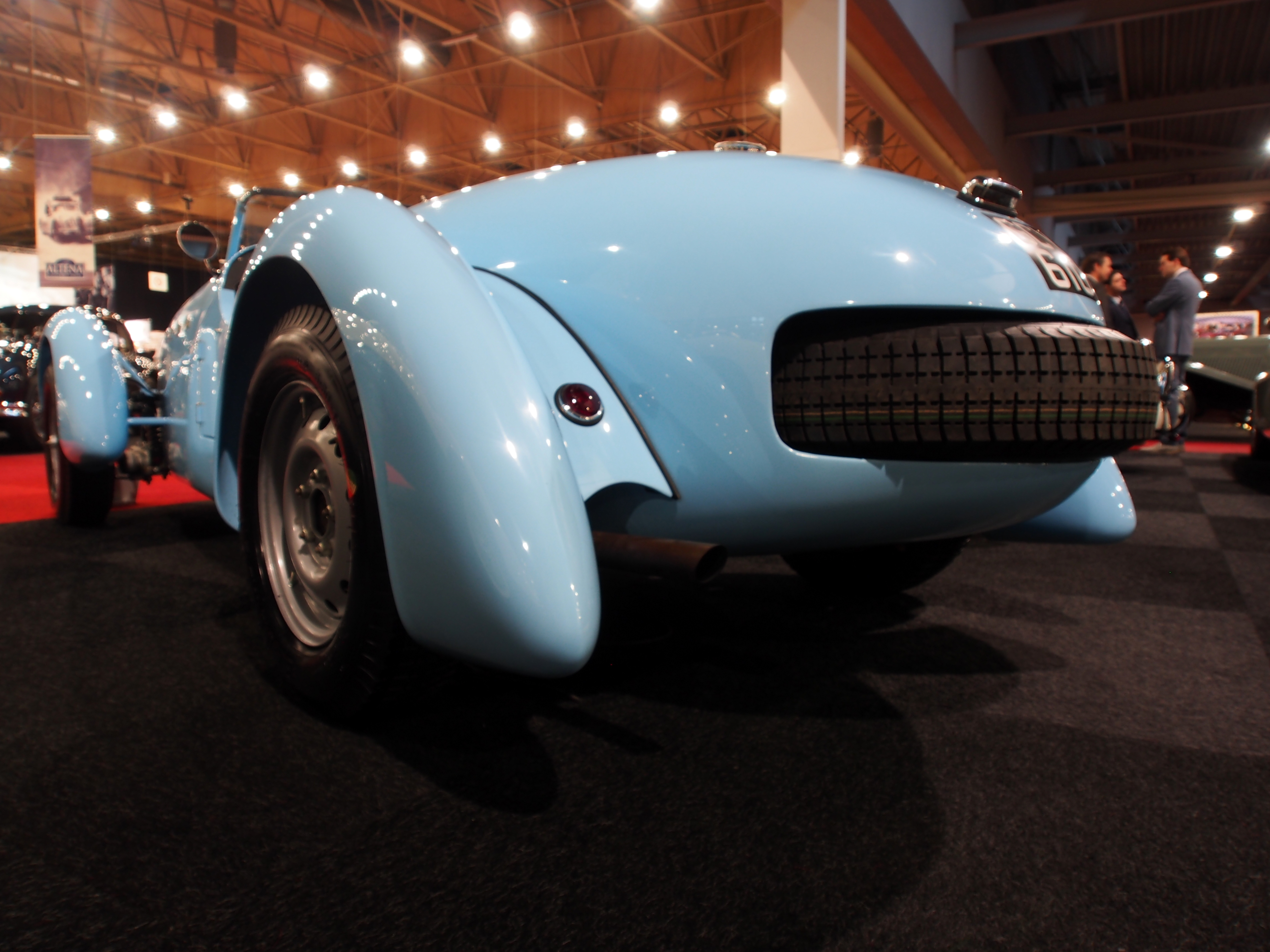
Вид сзади

За дизайн автомобиля отвечал Лен Ходжс. На лонжеронную раму установили переднюю независимую рычажно-пружинную подвеску и заднюю на полуэллиптических рессорах; тормоза на всех колёсах были барабанные, коробка передач — ручная четырёхступенчатая, а четырёхцилиндровый верхнеклапанный Riley с двумя карбюраторами и объёмом в 2,5 литра выдавал 104 л. с. мощности при 4500 об/мин. Кузов был изготовлен из лёгкого алюминиевого сплава и представлял собой обтекаемую двухместную открытую конструкцию с отдельными, мотоциклетного типа крыльями, откидным ветровым стеклом и фарами за наклонённой решёткой. Передний бампер отсутствовал, а в качестве заднего использовалось выступающее из кормовой части кузова запасное колесо, уложенное горизонтально.

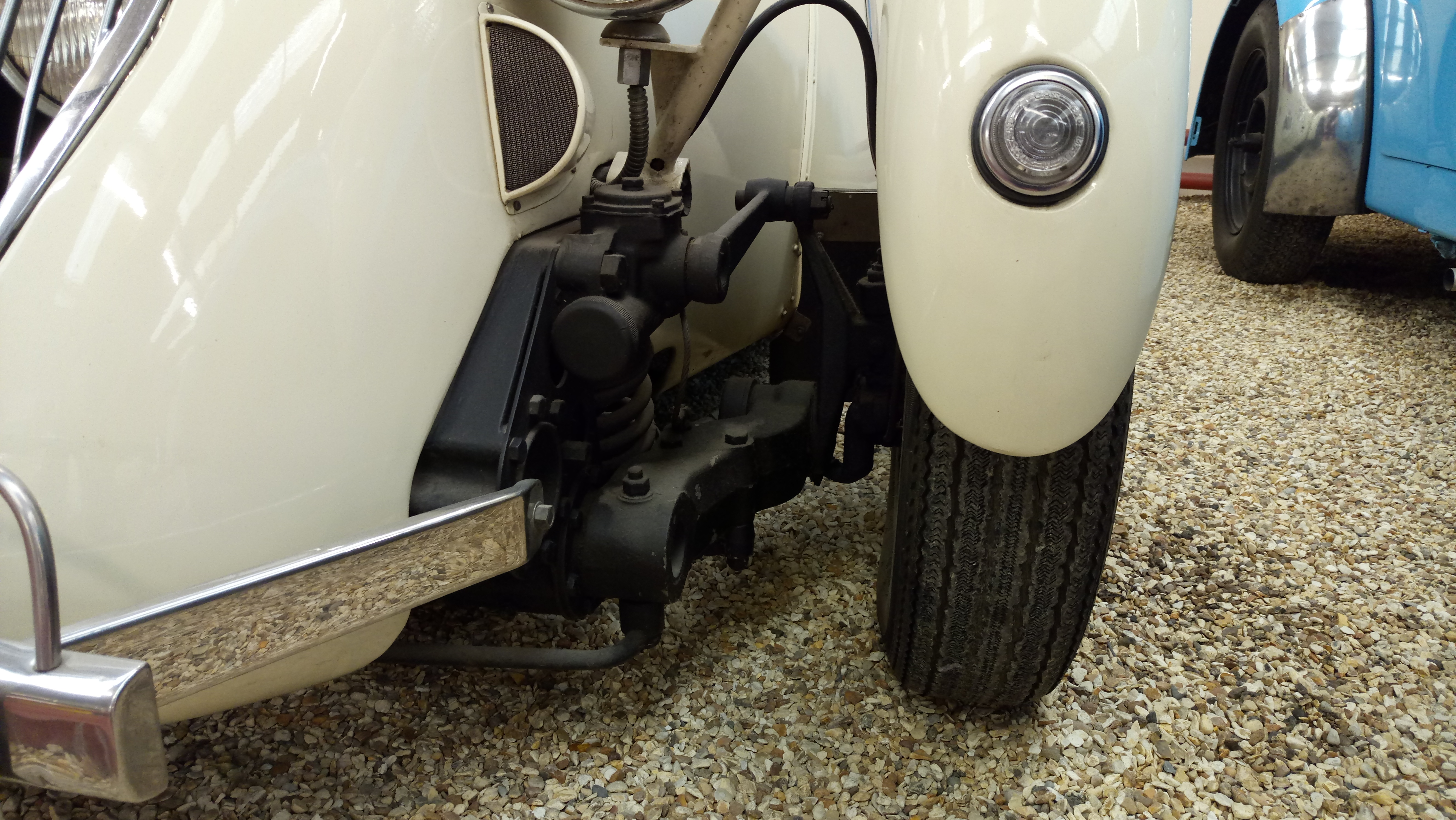
Передняя подвеска

Благодаря отсутствию лишних деталей и лёгкому кузову 940-килограммовый Silverstone разгонялся до 180 км/ч, а сотню набирал за 11 секунд. В 1950 году Дональд Хили с сыном за рулём этой модели лично выступал в Тысяче миль.
Обычные покупатели не хотели приобретать эту машину, потому что она была приспособлена только для гонок, у неё не было багажного отделения, комфорт пассажиров оставался на низком уровне. Поэтому в начале 1950-х модель Silverstone была выпущена в версии E, с увеличенным кузовом и просторным салоном, передним бампером, воздухозаборниками на капоте и желанным багажником. Тем не менее цена оставалась слишком высокой, и за два года производства удалось изготовить лишь 105 экземпляров.